# Drosophila paragata
Drosophila paragata este o specie de muște din genul Drosophila, familia Drosophilidae, descrisă de Lachaise și Chassagnard în anul 2001.
Este endemică în Tanzania. Conform Catalogue of Life specia Drosophila paragata nu are subspecii cunoscute.